# Mother’s Army
Mother’s Army war ein gemeinsames Projekt von vier genre-bekannten Musikern, das im Jahre 1993 gegründet wurde.

## Geschichte
Sänger war Joe Lynn Turner (Ex-Rainbow und -Deep Purple). Ihm wurde erst kurz vor den Aufnahmen zum Debütalbum eine Beteiligung am Projekt unterbreitet. An der Gitarre wirkte der Ex-Night-Ranger-Gitarrist Jeff Watson mit. Als Rhythmusgruppe fungierten der Ex-Rainbow-Bassist Bob Daisley und der Ex-Vanilla-Fudge-Schlagzeuger Carmine Appice, die zeitweise gemeinsam in Ozzy Osbournes Band eingesetzt waren und auch Watson bei seinem Soloalbum unterstützt hatten. Letzterer wurde jedoch wegen seiner Aushilfstätigkeit für Ronnie James Dio ab 1998 durch den Ex-Whitesnake- und -Journey-Mann Aynsley Dunbar ersetzt. Turner berichtete dem Metal Hammer allerdings, dass Appices Manager auch gleichzeitig Mother’s-Army-Manager gewesen sei und Geld veruntreut hätte, weswegen beide hätten gehen müssen.
Diese Supergroup nahm drei Alben auf, Mothers Army im Jahr 1993, Planet Earth im Jahr 1997 (im März 1998 beim Nürnberger Label USG veröffentlicht) und Fire on the Moon im Jahr 1998 (im November veröffentlicht). 2005 ging das Gerücht um, es stünde eine Neuauflage der Band bevor, Turner hatte aber 2006 eine völlig neue Band zusammengestellt (mit Carmine Appices Bruder Vinny am Schlagzeug), sodass man sich mit „Big Noise“ einen neuen Namen zulegte.

## Stil
Die USG-Promotionabteilung stufte Planet Earth als ruhig und atmosphärisch ein, während sie Fire on the Moon Hardrock-Qualitäten zuschrieb. Beide Male für die Hardrock-Zuordnung entschied sich discogs.com. Rockdetector.com gibt Melodic Rock an.
Andreas Schöwe vom Metal Hammer hörte bei Fire on the Moon „klassischen US-Hardrock“, den Turner nach dem von ihm so empfundenen Abdriften des Vorgängers in „esoterisch-spirituelle“ Gefilde durch Beschwörung seiner Bandkollegen wieder hervorgeholt haben will. In der Metal-Hammer-Rezension zu Planet Earth wurde das Klangbild „recht ruhig“, dennoch „unerwartet düster“ genannt. Im Vergleich dazu sei Mother’s Army „belanglos“ gewesen. Bei Erscheinen des Debüts war es noch als qualitätsvoll, wenn auch nicht ganz auf der Höhe der Zeit, eingeschätzt worden.
Die Texte auf Fire on the Moon handeln vom gedankenlosen Umgang mit der Umwelt und daraus resultierenden Katastrophen.

## Diskografie
- 1993: Mother’s Army (Far East Metal Syndicate)
- 1998: Planet Earth (USG Records)
- 1998: Fire on the Moon (USG Records)
- 2011: The Complete Discography (Kompilations-Box-Set, Ear Music)